# Aleksander Linko
Aleksander Celsusowicz Linko (ros. Александр Кельсиевич Линко, ur. 18 sierpnia 1872 w Kargopolu, zm. 4 września 1912 w Petersburgu) – rosyjski zoolog, zajmował się przede wszystkim jamochłonami i planktonem.
Studiował na Cesarskim Uniwersytecie w Petersburgu od 1892 do 1895. Był uczestnikiem wielu wypraw do Arktyki. Zmarł na chorobę nerek, pochowany jest na Cmentarzu Smoleńskim w Petersburgu.

## Wybrane prace
- Hydraires (Hydroidea). Haleciidae, Lafoeidae, Bonneviellidae et Campanulariidae. Faune de la Russie et des pays limitrophes (xlviii): 1-250 (1911)
- Hydraires (Hydroidea). Plumulariidae, Campanulinidae et Sertulariidae. Faune de la Russie et des pays limitrophes 2 (1): 1-138 (1912)